# Ramon de Torroella
Ramon de Torroella (Torroella de Montgrí, 1213 — Mallorca, 11 de juny de 1266) fou el primer bisbe efectiu de Mallorca.
A partir de la documentació que es disposa, era fill de Pere de Torroella, senyor de Torroella de Montgrí, i germà de Bernat de Santaeugènia i de Guillem de Montgrí. L'any 1237 fou elegit per comissió papal, a instàncies de Gregori IX, pel bisbe de Lleida i el bisbe de Vic i per Ramon de Penyafort, ajudant del papa, després de molt de temps de discussions amb els bisbes de Barcelona que pretenien de tenir jurisdicció sobre Mallorca. Aquesta raó impediria que l'abat de Sant Feliu de Guíxols, Bernat, que constava com a bisbe electe de Mallorca des del 1232, es pogués possessionar de la diòcesi. Començà a exercir com a tal a l'any següent, el 1238, amb vint-i-cinc anys, ordenant canonges i altres càrrecs eclesiàstics, i mantingué el seu càrrec durant vint-i-vuit anys, fins a la seva mort l'onze de juny de 1266. Obtingué moltes butlles papals per a organitzar la diòcesi i la convivència amb els jueus i els sarraïns. El 1240 erigí la canònica secular de la catedral, que reglamentà definitivament el 1259. Celebrà un sínode el 1250 i es mostrà diligent en la restauració d'esglésies i l'establiment d'ordes religiosos a l'illa, i organitzant la diòcesi i la convivència amb els jueus i musulmans, fins a la seva mort, després de la qual fou enterrat a la Catedral que estava construint-se en aquell moment.